# Gammarus birsteini
Gammarus birsteini is een vlokreeftensoort uit de familie van de Gammaridae. De wetenschappelijke naam van de soort is voor het eerst geldig gepubliceerd in 1977 door Karaman & Pinkster.
Mannetjes van G. birsteini kunnen 11 mm groot worden. Het dier is aangetroffen bij het Kakasus gebergte in het oosten van Turkije en bij het Talasskiy Alatau gebergte in Kazachstan. Aangenomen wordt dat de soort ook voorkomt in de bergketens tussen deze ver uit elkaar gelegen gebieden. G. birsteini is aangetroffen in bergbeken op 1500 m hoogte en hoger.